# Alopecosa tunetana
Alopecosa tunetana är en spindelart som beskrevs av Roewer 1960. Alopecosa tunetana ingår i släktet Alopecosa och familjen vargspindlar.
Artens utbredningsområde är Tunisien. Inga underarter finns listade i Catalogue of Life.